# Nærøyfjord
Nærøyfjord (ali Nærøyfjorden, urbano vzhodnonorveško: [ˈnæ̂ːrœʏˌfjuːɳ]) je fjord v občini Aurland v okrožju Vestland na Norveškem. Ozek fjord je krak velikega Sognefjorda in je predstavljen na enodnevnih izletih za turiste »Norveška v malem«. 18 kilometrov dolg fjord je na nekaterih delih širok le 500 metrov.
Reka Nærøydalselvi teče po dolini Nærøydalen in se v fjord izliva pri vasi Gudvangen, blizu evropske avtoceste E16. Vas Bakka s cerkvijo je na zahodni obali fjorda.
Od leta 2005 je Nærøyfjord uvrščen na Unescov seznam svetovne dediščine. Društvo National Geographic ga je poleg fjorda Geirangerfjord uvrstilo na prvo mesto naravne dediščine na svetu.

## Geografija, krajina in geologija
Pred približno 2,5 milijona let so reke izdolble globoke doline vzdolž geoloških napak. Fjordi tega območja so nastali, ko so kvartarni ledenodobni ledeniki s svojo obremenitvijo in praskanjem oblikovali te doline z izjemno visokimi in strmimi klifi, v katerih se je po koncu ledenodobnega hladnega obdobja in po taljenju ledenikov kopičila morska voda.
Tako sam fjord kot stranske doline so dobri primeri tipičnih ledeniško oblikovanih dolin v obliki črke U, znanih tudi kot koritaste doline. Med stranskimi dolinami so tudi stranske 
obvisele doline, ki so jih oblikovali prejšnji ledeniki.
Za fjord so značilne do 1760 metrov visoke, strme stene, ki ga obkrožajo z obeh strani. Na najožjem mestu - pri Bakki - je fjord širok le 250 metrov. Zaradi nevarnosti padajočega kamenja velike ladje ne smejo uporabljati zvočnih signalov, ko gredo skozi najožjo točko.
Na strmih pobočjih fjordov je lahko skala preperela in nestabilna. Obstaja velika nevarnost zemeljskih in skalnih podorov poleg omenjenega območja okoli Bakke (Breidskrea) tudi nad Styvi.
25 slapov se zliva po bokih celotnega Nærøyfjorda. S prostim padom 150 m in skupnim padcem od 765 do 840 m je Kjelfossen v Gudvangenu eden izmed dvajsetih najvišjih slapov na svetu.

## Rastlinstvo in živalstvo
Za območje fjorda so značilne različne pokrajine, od visokih gora v Fresvikbreenu na zahodni strani fjorda do visokih alpskih pašnikov in zaščitenih zalivov, pokritih z listnatim gozdom. Številna podnebna območja od visokih alpskih gora do toplih dolin in pobočij fjordov zagotavljajo široko paleto flore in favne. Nekdaj obdelana zemljišča ponujajo še en poseben habitat.

### Rastlinstvo
Ena najredkejših rastlin v ohranitvenem območju Nærøyfjorden landskapsvernområde je podvrsta arktičnega maka, Papaver radicatum ssp.relictum. Še vedno ga je mogoče najti v plazovih strme soteske Insta Dryfta pod goro Bleia v naravnem rezervatu Bleia, kjer raste na višini med 350 in 900 m. Na Norveškem je to podvrsto mogoče najti samo na enem mestu v Valdresu. Pri Morkih je lipov gozd. Star borov gozd raste tudi v kraju Legdene, ki leži nad Lægdavikijem v Nærøyfjordu. Med Undredalom in Stokkom, v Dyrdalu in na nekaterih gorskih pašnikih so kraji bogati z vrstami cvetličnih travnikov.

### Živalstvo
V gorah okoli Nærøyfjorda živi več čred divjih severnih jelenov. Na pobočjih in v dolinah najdemo navadnega jelena. V fjordu lahko najdemo tjulnje, pristaniške pliskavke (phocoena phocoena) in orke. Orel belorepec je redka ptica.
Reka Nærøyelvi v dolini Nærøydalen je dom atlantskega lososa in podvrste atlantske potočne postrvi (Salmo trutta trutta).

## Zavarovana območja
Podobmočje Nærøyfjord območja svetovne dediščine Vestnorsk Fjordlandskap (zahodno norveški fjordi) sestavlja šest zavarovanih območij različnih kategorij. Najdemo jih na območju Nærøyfjorda in okoli njega, zato niso nujno izključno v občini Aurland. Šest zavarovanih območij je: 
- 567 kvadratnih kilometrov veliko varstveno krajinsko območje Nærøyfjorden (Nærøyfjorden landskapsvernområde),
- 66 kvadratnih kilometrov veliko varstveno krajinsko območje Bleia-Storebotnen (Bleia-Storebotnen landskapsvernområde),
- naravni rezervat Bleia (Bleianaturreservat) v občini Lærdal,
- naravni rezervat "Grånosmyrane" (Grånosmyrane naturreservat),
- naravni rezervat "Nordheimsdalen" (Nordheimsdalen naturreservat) in
- 12 kvadratnih kilometrov velik naravni rezervat "Geitanosi" (Geitanosi naturreservat).

Zaščiteno območje "Nærøyfjorden landskapsvernområde", ustanovljeno leta 2002, je največje od teh šestih zavarovanih območij. Naravni rezervat Grånosmyrane je pomemben zaradi bogatega ptičjega sveta na območju barja. Kar nekaj živali je na rdečem seznamu ogroženih vrst. Neposredno ob Nærøyfjordu je naravni rezervat Geitanosi. Je gozdni naravni rezervat z bogatim in večinoma nedotaknjenim listnatim gozdom, kot so bresti in lipe.

## Kulturna zgodovina
- Bakka
- Cerkev v Bakki
- Dyrdal ob Nærøyfjordu

Ko so se ledeniki na tem območju pred približno 10.000 leti stopili, so prišli prvi naseljenci. Velik pomen lova na severne jelene v tem času lahko dokažemo z ostanki iz jam za lovljenje živali (pasti za severne jelene) in lovskih kož. Nad Drægom je ohranjen celoten sistem lovljenja jelenov. Ta naprava za lovljenje s pastmi priča o organiziranem lovu daleč v preteklost, verjetno že v železni dobi (500 pr. n. št. - 1000 n. št.).
Pomembni kulturni spomeniki, pomembni za promet, so: nekdanja poštna pot od Bleiklindija do Styvija neposredno na Nærøyfjordu, soteska Stalheimskleiva v Nærøydalenu s svojimi serpentinastimi cestami in pašna pot Rimstigen (Stølsvegen) neposredno od fjorda blizu Bakke navzgor v gore.
Na obeh straneh fjorda je nekaj manjših naselij in kmetij, kot sta Styvi in Dyrdal, do katerih je mogoče priti le po vodi. Na zahodnem bregu je vas Bakka s cerkvijo, zgrajeno leta 1859. Do Bakke se lahko pride po cesti s predorom iz Gudvangena. Številne stavbe v Bakki so videti točno tako, kot so bile zgrajene v 19. stoletju in prej. Ta celovit vtis je zelo pomemben. Pri Bakki najdemo ime kraja "Kolmilebakken", ki priča o proizvodnji oglja.
Dyrdal je obvisela dolina, ki se razteza severozahodno od zahodne strani Nærøyfjorda. Spodaj ob fjordu sta kmetiji Arnehus in Dyrdal; slednji na nekdanji delti reke, kjer so hiše varne pred snežnimi plazovi. Za razliko od mnogih drugih zaselkov se Dyrdal zaradi kuge ni izpraznil.

## V popularni kulturi
Nærøyfjord je bil uporabljen tudi kot navdih za Arendelle v filmu Ledeno kraljestvo.

## Galerija
- Nærøyfjord iz Bakkanosija
- Nærøyfjord z ladjo za ogled znamenitosti
- Pogled iz Gudvangena
- Trajekt Gudvangen
- Nærøyfjord
- Nærøyfjord
- Plaketa v Bakki, ki jo je podpisala norveška kraljica Sonja 10. junija 2006.

## Zunanje znamenitosti
- Nærøyfjord Website
- Official tourist information